# 1858 en Italie
Chronologie de l'Italie
- 1854
- 1855
- 1856
- 1857
- 1858
- 1859
- 1860
- 1861
- 1862

## Événements
- 14 janvier : attentat d'Orsini contre Napoléon III. Dans la soirée, un patriote italien Felice Orsini, membre du mouvement Jeune Italie qui lui reprochait de trahir la cause de l’unité italienne, lance trois bombes contre le cortège impérial. Napoléon III continue de soutenir les aspirations italiennes à l’unité[1].

- 27 mai-20 juin : éruption du Vésuve[2].

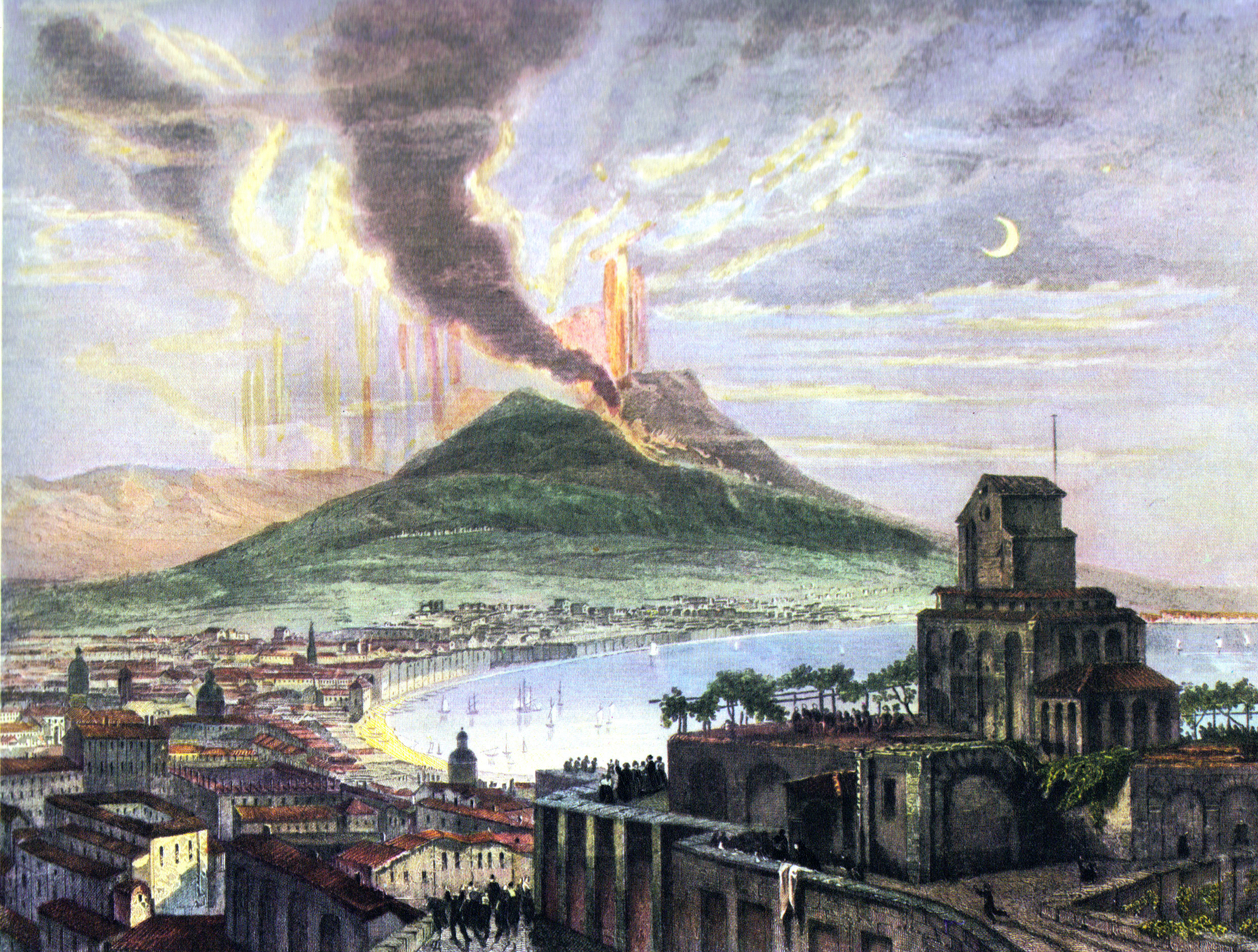
27 mai-20 juin 1858 : éruption du Vésuve

- 23 juin : la gendarmerie pontificale se rend au domicile de Salomone Levi et Mariana Mortara, des Juifs de Bologne, pour enlever leur fils Edgardo, qui aurait été ondoyé secrètement par une servante ; début de l'affaire Mortara[3].

- 20 - 21 juillet : entrevue de Plombières. Napoléon III rencontre Camillo Cavour (président du Conseil italien) dans une entrevue secrète (à l'insu même des ministres) à Plombières-les-Bains (Vosges), en vue de favoriser l’unité italienne contre l’Autriche. Le Piémont annexerait les territoires autrichiens (Lombardie et Vénétie), Parme, Modène, le nord des États de l’Église. La Toscane intégrerait l'Italie centrale. L'État du pape serait réduit aux environs de Rome, et le pape recevrait la présidence de la confédération italienne. En échange de son soutien, la France recevrait Nice et le duché de Savoie[4].

- 23 août : entrevue de  Cavour et Garibaldi à Turin[5]. Cavour renforce l’armée piémontaise et recrute un nombre considérable de volontaires dans toute l’Italie. Garibaldi prend leur tête. Parallèlement la Société nationale italienne dirigée par Giuseppe La Farina s’agite.

- 10 décembre : Napoléon III conclut un traité défensif avec le Piémont[6].

## Naissances en 1858
- 15 janvier : Giovanni Segantini, peintre de genre, rattaché au courant du symbolisme. († 28 septembre 1899)
- 21 juin : Giuseppe De Sanctis, peintre. († 18 juin 1924).
- 27 août : Giuseppe Peano, mathématicien italien († 20 avril 1932).
- 3 octobre : Eleonora Duse, comédienne. († 21 avril 1924)
- 8 octobre : Vincenzo Migliaro, peintre et graveur. († 16 mars 1938)
- 22 décembre : Giacomo Puccini, compositeur italien († 29 novembre 1924).

## Décès en 1858
- 21 janvier : Ugo Pietro Spinola, 66 ans, cardinal, créé in pectore par le pape Grégoire XVI, qui fut camerlingue du Sacré Collège et nonce apostolique en Autriche (en) et archevêque titulaire de Thèbes (de). (° 29 juin 1791)
- 25 janvier : Marianna Bottini, 55 ans, compositrice et professeur de harpe. (° 7 novembre 1802)
- 13 mars : Felice Orsini, 39 ans, patriote italien guillotiné à Paris pour l'attentat contre Napoléon III (° 10 décembre 1819).
- 16 juillet : Giovanni Battista Cavedalis, 64 ans, militaire et patriote de l'Unité italienne. († 19 mars 1794)